# Goyanes (Boiro)
Goyanes (en gallego y oficialmente, Goiáns) es una aldea española situada en la parroquia de Lampón, del municipio de Boiro, en la provincia de La Coruña, Galicia.

## Demografía
| Gráfica de evolución demográfica de Goiáns entre 2000 y |
|                                                         |
| Datos según el nomenclátor publicado por el INE.        |